# Варваровка (Олевский район)
Варва́ровка (укр. Варварівка) — село на Украине, основано в 1879 году, находится в Олевском районе Житомирской области.
Код КОАТУУ — 1824486202. Население по переписи 2001 года составляет 936 человек. Почтовый индекс — 11031. Телефонный код — 4135. Занимает площадь 1,43 км².

## История
В 1946 году указом ПВС УССР село Барбаровка переименовано в Варваровку.

## Адрес местного совета
11031, Житомирская область, Олевский р-н, с. Рудня-Быстрая, ул. Ленина, 6